# Masdamer
Masdamer oz. masdamski sir (nizozemskoː Maasdamer, Maasdamer kaas) je različica nizozemskega poltrdega sira.

## Značilnosti
Na prerezu je testo sira slonokoščene do svetlo rumene, svetlikajoče barve, elastično in nekoliko mehkejše kot pri gavdi. V testu so očesca okrogla ali ovalna, velikosti 1−2 mm (lahko pa tudi več), neenakomerna, vendar sorazmerno pogosta. Testo je primerno za rezanje in ni mazavo. Koluti oz. kolesa imajo 30−35 cm v premeru, višino 10−15 cm in tehtajo med 10 do 12 kg. Masdamer ima prijetno blag in rahlo sladkast okus, z nežno oreškasto noto, precej podoben ementalcu.

## Proizvodnja
Sir masdamer ni zaščiten z geografsko označbo porekla, zato se lahko proizvaja tudi izven Nizozemske. Po pasterizaciji mleka (pri 72–75 °C) in dodajanju kulture mlečnokislinskih bakterij ter sirila se v bakrenih kotlih nastala sirna zrna razrežejo in segrevajo, po odvajanju sirotke pa v modelih stisnejo v hlebe ali kolute. Siri se namakajo v slanici in zorijo 4−6 tednov, pri temperaturi 13 °C, vmes pa jih redno obračajo ter ščetkajo. Ko so siri primerno starani, jih pred embaliranjem in označevanjem pakirajo v plastično zaščito, kolute pa v voščeno skorjo. Proizvodni postopki torej združujejo tehnologijo, podobno proizvodnji švicarskega ementalca, vendar z upoštevanjem večstoletne nizozemske sirarske tradicije, kar zagotavlja siru teksturo, okus in očesca.

## Zgodovina
V nizozemski sirarski industriji se je v sedemdesetih in osemdesetih letih preteklega stoletja pojavila potreba po siru, ki bi bil cenejši in hitreje zrel kot švicarski ementalec. Leta 1974 sta se združila sirarja Cees Boterkopper in Baastian Baars, novonastalo podjetje Baars (danes v lasti skupine Lactalis) pa je tega leta na trg vpeljalo sir Leerdammer®, ki združuje lastnosti tako gavde kot ementalca. Zaradi tržnega uspeha lerdamca (ta ima tudi zaščiteno označbo porekla), so drugi sirarji pričeli proizvajati le-temu podoben sire, različico pa prodajati pod imenom maasdamer, ime so ji nadeli po vasi Maasdam v Južni Holandiji (Zuid-Holland).